# Junilistan
Junilistan (zu deutsch Die Juniliste) war eine schwedische Partei, die 2004 anlässlich der Europawahl vom Wirtschaftswissenschaftler Nils Lundgren und dem ehemaligen Reichsbankspräsidenten Lars Wohlin gegründet wurde. 
Die politische Botschaft der Juniliste war eine europaskeptische Haltung. Sie lehnte den EU-Verfassungsvertrag ab und forderte eine Volksabstimmung darüber. Ebenfalls wollte man eine formelle Ausnahmeregelung für Schweden bezüglich der EWWU, an der Schweden nicht teilnimmt. 
Bei den Europawahlen 2004 erreichte die Partei 14,5 Prozent der schwedischen Stimmen und drei von 19 schwedischen Mandaten im Europaparlament. Nach diesem beachtlichen Erfolg teilte die Partei schließlich im Oktober 2005 mit, auch bei den nächsten Reichstagswahlen im September 2006 zu kandidieren. Diese Wahl wurde zu einer deutlichen Niederlage für die Juniliste mit nur 0,47 % der Stimmen, weit unterhalb der für einen Einzug in den schwedischen Reichstag notwendigen vier Prozent. Die Junilistan arbeitete auf EU-Ebene in der europäischen Partei EUDemokraten. 
Bei den Reichstagswahlen am 19. September 2010 trat die Partei nicht an, erhielt aber trotzdem 41 Stimmen als Write-In. Zur Europawahl 2014 wurde die Partei unter neuer Führung wieder aktiv – neuer Parteichef wurde der Ökonom Jörgen Appelgren. Sie scheiterte mit 0,31 % am Einzug in das Europaparlament. Im Oktober 2014 erklärte die Partei, bis auf weiteres inaktiv zu sein.